# Some Nights (singolo Fun.)
Some Nights è un brano musicale del gruppo indie pop statunitense Fun., estratto il 4 giugno 2012 come secondo singolo del loro omonimo album Some Nights. Il brano è stato scritto da Jeff Bhasker, Nate Ruess, Andrew Dost e Jack Antonoff. Il video musicale è stato distribuito lo stesso giorno della pubblicazione, il 4 giugno 2012.
Il brano, oltre al genere indie pop del gruppo, contiene elementi dei generi afrobeat e power pop.
Some Nights ha avuto successo soprattutto in Oceania, dove ha raggiunto la prima posizione in classifica sia in Australia che in Nuova Zelanda; in Israele ha raggiunto la seconda posizione, mentre in Canada si è fermato alla sedicesima e negli Stati Uniti alla diciassettesima. È risultato uno dei singoli più venduti negli Stati Uniti durante il 2012, grazie a oltre 3 569 000 copie vendute.

## Critica
La critica ha dato una recensione positiva al brano Some Nights, definendolo più audace e accattivante rispetto al suo predecessore We Are Young, alzando la posta in gioco quando si tratta di stile e sostanza. Viene detto che i Fun. hanno preso la strada giusta e che avrebbero dovuto seguirla come stile musicale, definendoli una delle band statunitensi emergenti più intriganti ed eccitanti degli ultimi anni.

## Video
Il video musicale di Some Nights è stato distribuito su MTV.com alle 15:55 (Eastern Time Zone), il 4 giugno 2012. Il video è stato prodotto da Eklavya Sehrawat e diretto da Anthony Mandler. Nel video è rappresentata la guerra civile americana, mentre la band canta e in lontananza scoppia la guerra con il cantante Nate che appare come il comandante della forza dell'Unione. La storia segue anche due soldati in particolare, provenienti da entrambi i lati del conflitto. Dalla parte della Confederazione la canzone segue la storia di un agricoltore di mezza età che ama la sua vita, la sua terra e gli animali, mentre dalla parte dell'Unione la storia segue due giovani innamorati separati quando il giovane va in combattimento. Gli amori infranti,di bellezza e di natura, alla fine si scontrano nella battaglia con conseguenze sia per il perdente e sia per il vincitore, mostrando le spese personali di guerra che continueranno ben oltre il campo di battaglia.

## Tracce
1. Some Nights – 4:37

## Classifiche

### Classifiche settimanali
| Classifica (2012) | Posizione massima |
| ----------------- | ----------------- |
| Australia         | 1                 |
| Canada            | 7                 |
| Irlanda           | 15                |
| Israele           | 1                 |
| Italia            | 9                 |
| Nuova Zelanda     | 1                 |
| Stati Uniti       | 3                 |
| Svezia            | 33                |

### Classifiche di fine anno
| Classifica (2012) | Posizione |
| ----------------- | --------- |
| Australia         | 15        |
| Austria           | 53        |
| Canada            | 27        |
| Nuova Zelanda     | 9         |
| Regno Unito       | 77        |
| Stati Uniti       | 14        |
| Svezia            | 35        |
| Svizzera          | 75        |

### Classifiche di tutti i tempi
| Classifica (1958-2021) | Posizione |
| ---------------------- | --------- |
| Stati Uniti            | 67        |